# Abbath Doom Occulta
Abbath Doom Occulta vlastním jménem Olve Eikemo (* 27. června 1973 Odda, Hordaland či Bergenu) je norský hudebník a jeden ze zakladatelů black metalové skupiny Immortal.

## Začátky
Narodil se v Oddě, ale vyrůstal v Lysefjordu. V mládí byl obdivovatelem skupiny Kiss. Své působení v hudbě začal ve skupině Old Funeral, kde s ním hráli i další hudebníci, jako také Demonaz či Varg Vikernes ze skupiny Burzum. Později spolu s Demonazem založil skupinu Immortal. Hraje především na kytaru a bicí. V minulosti hrál na kytary GHL Jackson Randy Rhoads. Aktuálně používá ESP LTD DV8-R.

## Immortal
Historie skupiny Immortal započala roku 1989, kdy ještě nesla název Amputation. Během historie této formace hrál Abbath na různé nástroje. Po vydání alba Blizzard Beasts byl Demonazovi diagnostikovaný akutní zápal šlach a tak se přesunul do role textaře a manažera skupiny. Jeho pozici hráče na kytaru obsadil právě Abbath. Skupina v té době měla problémy s obsazením, a to i když na místo bubeníka přišel Reidar Horghagen.

## I
V roce 2006 založil novou skupinu pojmenovanou krátce „I“. Působil zde jako frontman a kytarista. Téhož roku skupina vydala album Between Two Worlds.

## Diskografie

### Immortal
- Diabolical Fullmoon Mysticism (1992)
- Pure Holocaust (1993)
- Battles in the North (1995)
- Blizzard Beasts (1997)
- At the Heart of Winter (1999)
- Damned in Black (2000)
- Sons of Northern Darkness (2002)
- All Shall Fall (2009)

### I
- Between Two Worlds (2006)

### Abbath
- Abbath (2016)
- Outstrider (2019)
- Dread reaver  (2022)